# Enrique Flórez

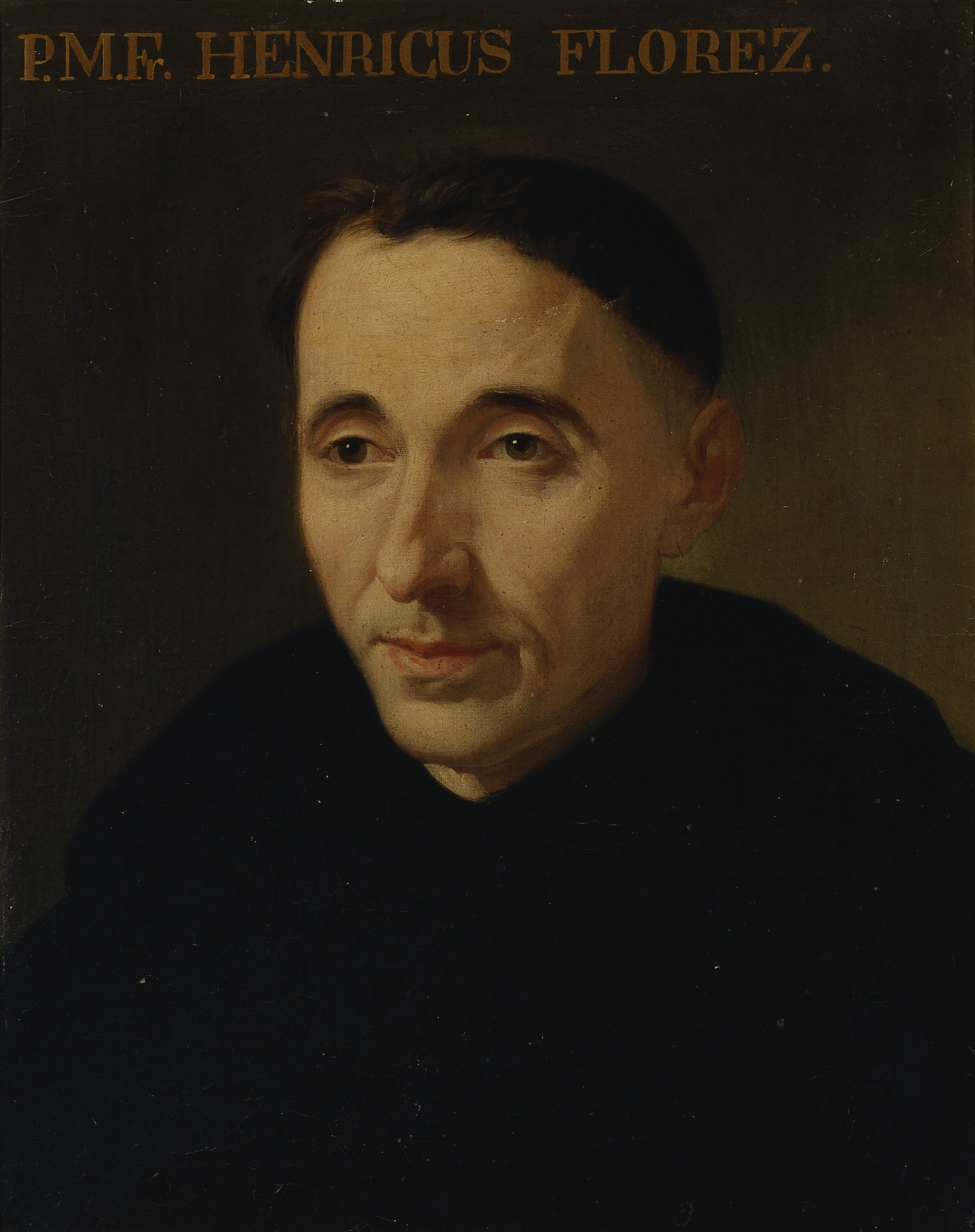
Enrique Flórez

Enrique Flórez (* 21. Juli 1702 in Villadiego, Provinz Burgos; † 20. August 1773, Madrid) war ein spanischer Historiker und Numismatiker. In der Literatur taucht er auch unter dem Namen Henrique Flórez de Setién y Huidobro auf.

## Leben
Flórez trat 1717 dem Augustinerorden bei und war dann Theologieprofessor an der Universität von Alcala. Dort verfasste er mehrere Schriften wie Historia Compostelana oder Espana sagrada. Ferner studierte er Münzkunde und veröffentlichte mehrere Schriften unter anderem España carpetana; medallas de las colonias, municipios, y pueblos antiguos de España (3 vols., Madrid, 1757).